# Parachorema bifidum
Parachorema bifidum is een schietmot uit de familie Hydrobiosidae. De soort komt voor in het Neotropisch gebied.